# Philippe Kirsch
Philippe Kirsch (Namen, 1 april 1947) is een Canadees diplomaat en rechter. Tijdens zijn diplomatieke carrière was hij nauw betrokken bij de oprichting van het Internationaal Strafhof en vanaf de oprichting in 2003 tot 2009 was hij president van dit Hof.

## Levensloop
Kirsch werd in België geboren en vertrok met zijn ouders op 14-jarige leeftijd naar Canada. In 1966 behaalde hij zijn bachelorgraad aan het Collège Stanislas in Montréal. Hierna volgde hij een studie in de rechten aan de Universiteit van Montréal. Hier behaalde hij in 1969 zijn licentiaat en in 1972 zijn Master of Laws met een studie onder de titel Le régime applicable à l'exploitation des ressources minérales des grands fonds marins. In 1970 kreeg hij de bevoegdheid van advocaat voor Québec.
In 1972 trad hij toe tot de diplomatieke dienst en in de eerste jaren werkte hij voor de ambassade in Peru, de vertegenwoordiging bij de Verenigde Naties in New York en voor de afdeling voor handel met de Verenigde Staten op het ministerie. Daarna was hij van 1983 tot 1988 afdelingschef voor Legal Operations.
In 1988 werd hij advocaat van de kroon en ging hij naar New York om vaste vertegenwoordiger te worden bij de VN. In 1992 keerde hij terug naar het ministerie en werd hij algemeen directeur van het juridische bureau, tot hij in 1994 werd benoemd tot Assistant Deputy Minister for Legal and Consular Affairs. Kirsch was verscheidene malen vertegenwoordiger van zijn land bij het Internationaal Gerechtshof in Den Haag en in één geval ad-hocrechter bij dit Hof. Kirsch is verder lid van het Permanent Hof van Arbitrage. Van 1999 tot 2003 was hij ambassadeur van Canada in Zweden.
Kirsch is nauw verbonden met de ontstaansgeschiedenis van het Internationaal Strafhof in Den Haag. Zo was hij in juli 1998 voorzitter tijdens de statenconferentie in Rome, waarin het Statuut van Rome van het Internationaal Strafhof werd aangenomen waarmee besloten werd tot de oprichting van het Hof. In 1999 en 2002 leidde hij de voorbereidingscommissie. Op 11 maart 2003 werd Kirsch als een van de eerste 18 rechters van het Hof beëdigd en hij werd gekozen tot de eerste president van dit Hof. Dit ambt bekleedde hij tot 2009.
Kirsch ontving verscheidene prijzen en werd in 2009 benoemd tot officier in de Orde van Canada. Hij is voorzitter van het Canadese comité voor internationaal humanitair recht en bestuurslid van de Canadese raad voor internationaal recht. Verder is hij lid van de American Society of International Law en het Institut de Droit International.
- Gemeinsame Normdatei: 1202374565
- International Standard Name Identifier: 0000 0003 8803 3124
- Library of Congress Control Number: no2012153468
- Nederlandse Thesaurus van Auteursnamen: 287503682
- Système universitaire de documentation: 164698086
- Virtual International Authority File: 281091662
- WorldCat: E39PBJpjbbG6gjhwpXKHjBFVG3